# Madonna della Gattaiola
La Madonna della Gattaiola è un dipinto risalente alla metà del XV secolo, custodito all'interno della chiesa di San Giorgio a Montemerano, frazione del comune di Manciano, in provincia di Grosseto. L'opera è attribuita ad un artista locale anonimo, tradizionalmente noto come Maestro di Montemerano.
L'opera di stile tardo gotico, con influssi rinascimentali superficiali, è attualmente custodita all'interno di una teca in vetro con cornici dorate ed è così denominata per la presenza di un foro circolare nella parte inferiore destra che permetteva il passaggio dei gatti attraverso la porta sulla quale è dipinta. Raffigura una Vergine annunciata e verosimilmente aveva un corrispettivo Angelo annunciante andato perduto. Probabilmente venne in seguito adattato a fare da porta, come farebbe pensare l'inserto in alto che ha reso l'opera rettangolare lasciando traccia della primitiva forma cuspidata.
La madre di Gesù appare con il collo leggermente piegato in avanti e verso destra, con la mano destra sul petto sinistro poggiata all'altezza del cuore in segno di devozione, mentre nella mano sinistra tiene un libro sacro; da notare, al di sopra dell'aureola, gli evidenti segni che dimostrano le funzioni di porta a cui la tavola lignea rettangolare era adibita in passato. Il colore rosso molto acceso prevale sullo sfondo, a bilanciare le tonalità più scure degli abiti indossati da Maria nella raffigurazione.